# Goljam manastir
Goljam manastir (bulgariska: Голям манастир) är ett distrikt i Bulgarien.   Det ligger i kommunen obsjtina Tundzja och regionen Jambol, i den centrala delen av landet, 250 km öster om huvudstaden Sofia.
Trakten runt Goljam manastir består till största delen av jordbruksmark. Runt Goljam manastir är det glesbefolkat, med 20 invånare per kvadratkilometer.